# Otok (Cerknica, Slovenija)
Otok je naselje u slovenskoj Općini Cerknici. Otok se nalazi u pokrajini Notranjskoj i statističkoj regiji Notranjsko-kraškoj. 

## Stanovništvo
Prema popisu stanovništva iz 2002. godine naselje je imalo 31 stanovnika.